# Stiefenhofen
Stiefenhofen är en kommun och ort i Landkreis Lindau i Regierungsbezirk Schwaben i förbundslandet Bayern i Tyskland.
Kommunen ingår i kommunalförbundet Stiefenhofen tillsammans med kommunen Oberreute.